# Marlierea polygama
Marlierea polygama är en myrtenväxtart som först beskrevs av Otto Karl Berg, och fick sitt nu gällande namn av Carlos Maria Diego Enrique Legrand. Marlierea polygama ingår i släktet Marlierea och familjen myrtenväxter. Inga underarter finns listade i Catalogue of Life.